# Uhlîșce (Jobrîn), Rivne
Uhlîșce (în ucraineană Углище) este un sat în comuna Jobrîn din raionul Rivne, regiunea Rivne, Ucraina.

## Demografie
Componența lingvistică a localității Uhlîșce
     Ucraineană (98,81%)
     Rusă (1,19%)
Conform recensământului din 2001, majoritatea populației localității Uhlîșce era vorbitoare de ucraineană (98,81%), existând în minoritate și vorbitori de rusă (1,19%).